# Ginette Magny
 (septembre 2010).
Si vous disposez d'ouvrages ou d'articles de référence ou si vous connaissez des sites web de qualité traitant du thème abordé ici, merci de compléter l'article en donnant les références utiles à sa vérifiabilité et en les liant à la section « Notes et références ».
Ginette Magny est une créatrice de costumes pour le cinéma et la télévision.

## Biographie
Après avoir achevé des études à l’École des beaux-arts de Montréal, dès les années 1970, Ginette Magny se tourne vers la création de costumes pour le cinéma et la télévision où elle signera une filmographie de plus de 50 productions aussi bien canadiennes, américaines qu'européennes.
Tout au long de sa carrière, Ginette sera amenée à collaborer avec plusieurs acteurs et réalisateurs de prestige et sa création sera honorée par de nombreux prix et nominations.
De plus, elle prépare des moodboards et croquis comme supports visuels à d'éventuels projets.

## Filmographie

### Cinéma
Source : IMDb
- 2005 : C.R.A.Z.Y. de Jean-Marc Vallée
- 2005 : Les Boys 4 de George Mihalka
- 2006 : Le Secret de ma mère de Ghyslaine Côté
- 2007 : Comment survivre à sa mère d'Émile Gaudreault
- 2008 : Le Banquet de Sébastien Rose
- 2009 : De père en flic d'Émile Gaudreault
- 2009 : Les Doigts croches de Ken Scott
- 2010 : Une vie qui commence de Michel Monty
- 2011 : Le Sens de l'humour d'Émile Gaudreault
- 2011 : Café de Flore de Jean-Marc Vallée (co-costumière avec Emmanuelle Youchnowski)
- 2012 : Omertà de Luc Dionne
- 2012 : Imaginaerum de Stobe Harju
- 2013 : Il était une fois les Boys de Richard Goudreau
- 2014 : La Chanson de l'éléphant de Charles Binamé
- 2014 : Le Vrai du faux d'Émile Gaudreault
- 2015 : Paul à Québec de François Bouvier
- 2015 : Pays de Chloé Robichaud
- 2016 : La Nouvelle Vie de Paul Sneijder de Thomas Vincent
- 2016 : Le Fils de Jean de Philippe Lioret
- 2017 : De père en flic 2 d'Émile Gaudreault
- 2019 : Jouliks de Mariloup Wolfe
- 2020 : Le Rire de Martin Laroche

### Télévision
- 1988 : Mont-Royal
- 1996-1997 : Urgence
- 2000 : The Secret Adventures of Jules Verne
- 2001 : All Souls (en)
- 2002 : Bunker, le cirque
- 2007 : Dead Zone
- 2009 : The Beautiful Life
- 2012 : Mauvais Karma